# Akciófigura

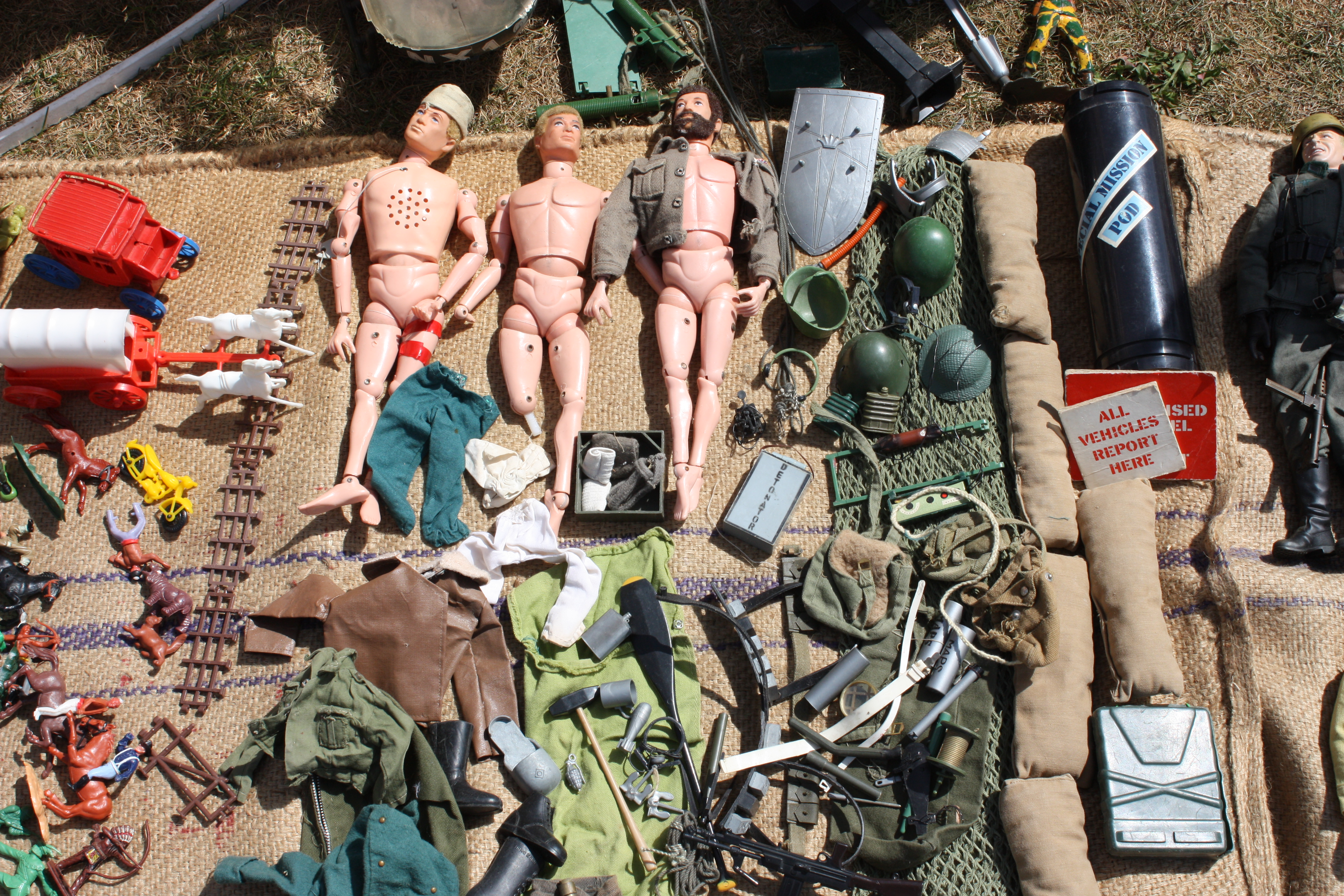
Akciófigurák és kiegészítőik

Az akciófigura egy állítható, változtatható testhelyzetű játék. Általában műanyag és egyéb anyagok felhasználásával készül. Az akciófigura által mintázott alak legtöbbször valamilyen film, képregény, videójáték vagy televíziós sorozat szereplője. Ezek a figurák általában játékokként kerülnek kereskedelmi forgalomba. Az akciófigurák öltöztethető változatát néha akcióbabáknak is szokták nevezni, így megkülönböztetve azoktól, melyeknek öltözéke a figura részét képezik. Az akciófigurák elsősorban a fiú gyermekek kedvelt játékai, mivel azok hagyományosan erőteljes férfias testfelépítést mintáznak, kiegészítőik között pedig többnyire szerszámok, gépek, járművek, és katonai felszerelések találhatóak.